# Microlophus delanonis
Microlophus delanonis là một loài thằn lằn trong họ Tropiduridae. Loài này được Baur mô tả khoa học đầu tiên năm 1890.

## Hình ảnh

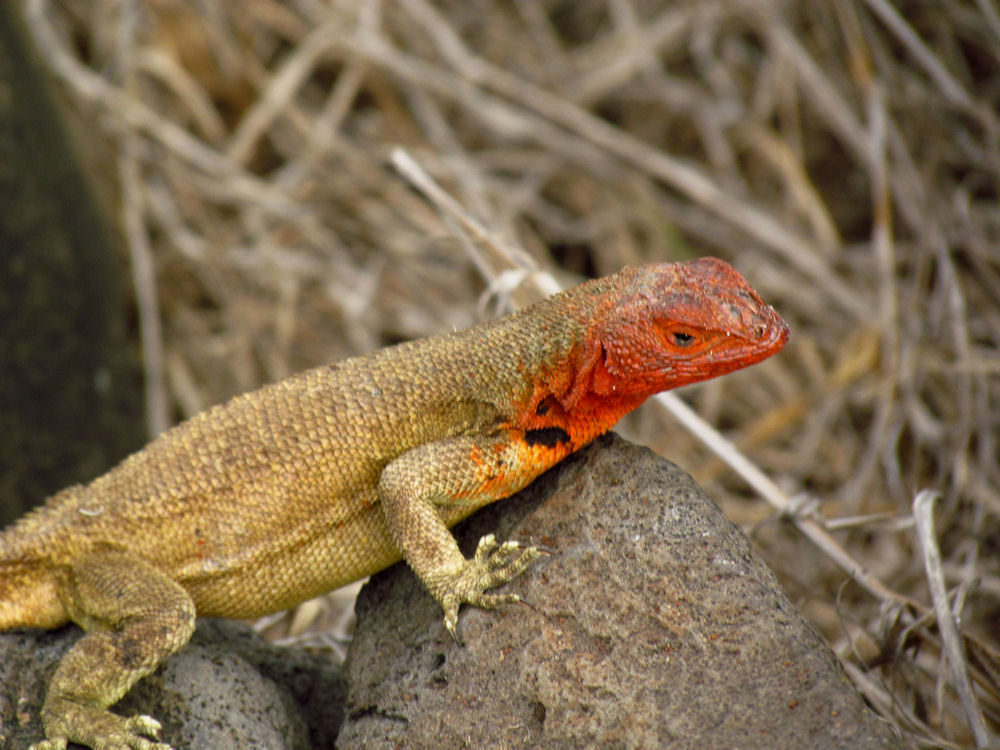
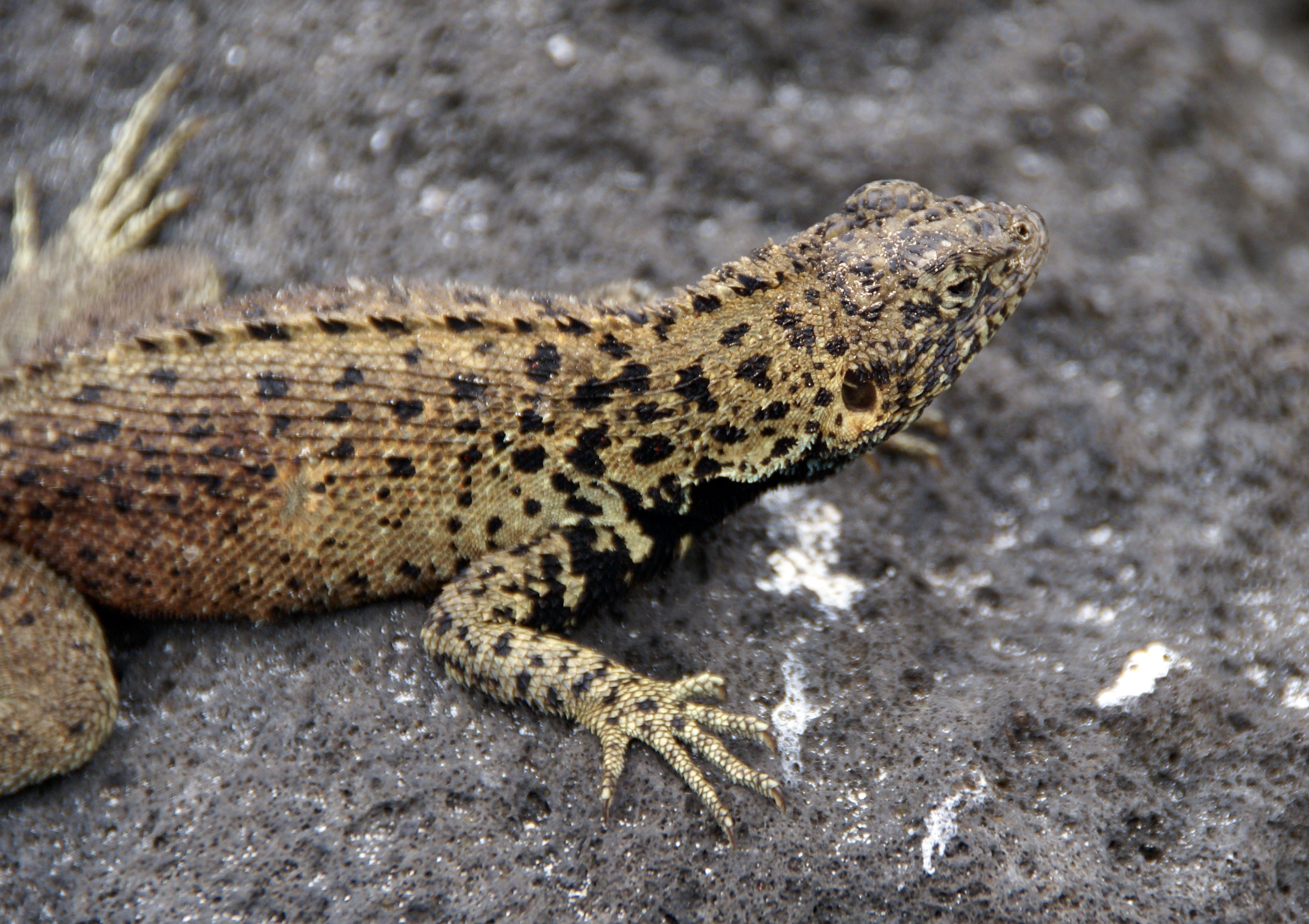
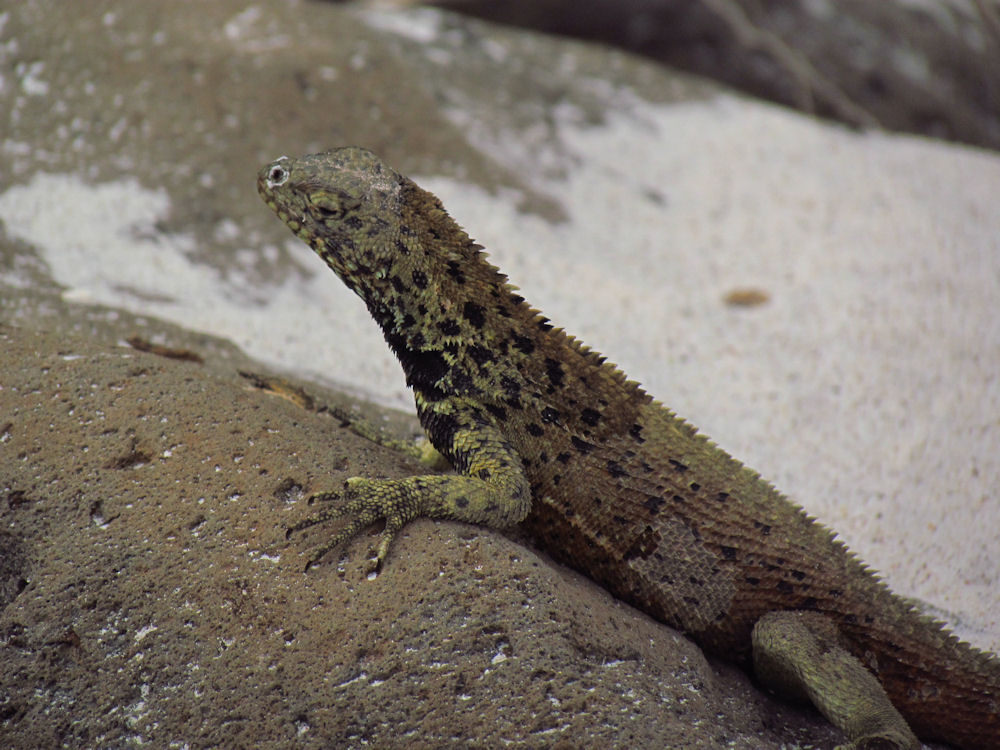